# Новогвинейска боа
Новогвинейските бои (Candoia aspera) са вид влечуги от семейство Боидни (Boidae).
Разпространени са на Нова Гвинея и съседните острови.
Таксонът е описан за пръв път от германския зоолог Алберт Гюнтер през 1877 година.

## Подвидове
- Candoia aspera aspera
- Candoia aspera schmidti